# Altavista, Puebla
Altavista är en ort i Mexiko.   Den ligger i kommunen Xochiltepec och delstaten Puebla, i den sydöstra delen av landet, 120 km sydost om huvudstaden Mexico City. Altavista ligger 1 364 meter över havet och antalet invånare är 352.
Terrängen runt Altavista är kuperad åt sydost, men åt nordväst är den platt. Altavista ligger nere i en dal. Runt Altavista är det ganska tätbefolkat, med 134 invånare per kvadratkilometer. Närmaste större samhälle är Izúcar de Matamoros, 14,4 km väster om Altavista. I omgivningarna runt Altavista växer huvudsakligen savannskog.